# イアン・マクレラン・ハンター
イアン・マクレラン・ハンター（Ian McLellan Hunter、1915年8月8日 - 1991年3月5日）は、イギリス・ロンドン生まれの脚本家。

## プロフィール
1953年、冷戦期のレッドパージの嵐が吹き荒れていた中、ハンターは、ハリウッド・テンとして映画界を追放されていた友人のダルトン・トランボに、トランボが作品を発表する際の名前として自分の名前を使うことを許した。トランボがイアン・マクレラン・ハンター名義で書いた原案が、パラマウント製作／ウィリアム・ワイラー監督の、『ローマの休日』であった。この映画は興行的にも作品的にも驚くほどの大成功をおさめた。
そうした事情でこの映画にはイアン・マクレラン・ハンターの名前がクレジットされており、事情を知らない映画芸術科学アカデミーは、ハンターにアカデミー原案賞を与えてしまった。もちろんハンターは、自らに支払われたギャランティからトランボに分け前を支払っていたのだが皮肉なことに、ハンター自身も数年後にはブラックリストに掲載されている。
1990年代になってから、アカデミーは冷戦期のレッドパージなどに起因する間違いを正すことに決め、ダルトン・トランボの名誉回復も行われた。トランボはすでに1976年に亡くなっていたが、アカデミーは1993年にトランボに改めてアカデミー賞を贈ることを決めた。ハンターに贈られたオスカー像（アカデミー賞のトロフィ）をハンターの息子が引き渡すことを拒否したため、トランボの未亡人に渡されたオスカー像は、改めて別途作られたものとなった。
ハンターは他に、やはりブラックリストに掲載されていたリング・ラードナー・ジュニアに名義を貸している。ラードナーは、名前を出さなかったフィリップ・ラッシュ（Philip Rush）と共同で、1964年にバート・ラーのためにミュージカル『フォクシー』を執筆している。なお、ハンター自身も、名義を貸した作品ほどの成功を収めていないものの、20以上の作品を手がけた脚本家として実績がある。

## フィルモグラフィ
1. 「Fisherman's Wharf」 (1939年)
2. 「Meet Dr. Christian」 (1939年)
3. 「Escape to Paradise」 (1939年) ※原案
4. 「The Courageous Dr. Christian」 (1940年)
5. 『セカンド・コーラス～恋のスイング合戦（Second Chorus）』 (1940年)
6. 「Arkansas Judge」 (1941年) ※脚色
7. 「Footlight Fever」 (1941年)
8. 「Slightly Dangerous」 (1943年) ※原案
9. 「Young Ideas」 (1943年)
10. 「Mr. District Attorney」 (1947年)
11. 「The Amazing Mr. X」 (1948年)
12. 『特ダネ女史（A Woman of Distinction）』 (1950年) ※原案
13. 「Your Witness」 (1950年) ※イアン・ハンター名義
14. 『ローマの休日（Roman Holiday）』 (1953年) ※原案はダルトン・トランボへの名義貸し。脚本は最終脚本を手掛けている[1]。
15. 「Sword of Freedom」 (1957年) ※TVシリーズ／2本担当／サミュエル・ウェスト名義
16. 「The Adventures of Robin Hood」 (1958年) ※TVシリーズ／3本担当／サミュエル・ウェスト名義
17. 「The Four Just Men」 (1960年) ※TVシリーズ／1本担当
18. 『キャプテン・シンドバッド（Captain Sindbad）』 (1963年) ※当初、サミュエル・ウェスト名義
19. 「The Reporter」 (1964年) ※TVシリーズ／1本担当／サミュエル・ウェスト名義
20. 「The Defenders」 (1963-1964年) ※TVシリーズ／2本担当
21. 「Seaway」 (1965年) ※TVシリーズ
22. 「The Strange Case of Dr. Jekyll and Mr. Hyde」 (1968年) ※TVドラマ
23. 「A Dream of Kings」 (1969年) ※イアン・ハンター名義
24. 「A Man Is Dead」 (1972年)
25. 「Mastermind」 (1976年)
26. 「You Can't Go Home Again」 (1979年) ※TVドラマ
27. 「Your Ticket Is No Longer Valid」 (1981年)
28. 「The Blue and the Gray」 (1982年) ※TVシリーズ
29. 『新・ローマの休日（Roman Holiday）』 (1987年) ※『ローマの休日』のリメイクTVドラマ／原案はダルトン・トランボへの名義貸し